# Hamtaro
Hamtaro, sous-titré Petits Hamsters, Grandes Aventures (とっとこハム太郎, Tottoko hamutarō), est un manga créé par Ritsuko Kawai en 1997 et publié au Japon par l'éditeur Shōgakukan.
Il est adapté en anime au Japon de 2000 jusqu'à 2006 en 296 épisodes diffusé par TV Tokyo. Trois autres séries d'animation ont également vu le jour, la dernière datant de 2013. En France, la première série est diffusée sur Fox Kids dès novembre 2002 et sur France 5 dans l'émission Midi les Zouzous à partir du 8 septembre 2003. Elle sera ensuite rediffusée à partir de 2007 sur Piwi et Jetix, ainsi que sur Cartoon Network aux États-Unis, Italia 1 en Italie et TSR 2 en Suisse.

## Synopsis
La série raconte l'histoire d'Hamtaro, un hamster, appartenant à une jeune fille de 10 ans nommée Laura Haruna (la jeune maîtresse d'Hamtaro) (Hiroko Haruna dans la version japonaise). Curieux de nature, il s'aventure tous les jours à la recherche de nouveaux amis et de nouvelles aventures avec son groupe d'amis nommé les Ham-Ham, composés notamment de Hamiral (le chef), Hamidou (le voisin d'Hamtaro), un hamster, appartenant à une meilleure amie de Laura Haruna nommée Anna Iwata (la jeune maîtresse d'Hamidou - Kana Iwata dans les versions anglaise et japonaise), Bijou (l'amoureuse d'Hamtaro - elle est russe dans la version française — voir l'épisode 4 — et française dans les versions japonaise et américaine) appartenant à une jeune fille nommée Marina (la jeune maîtresse de Bijou - Maria-Chan dans la version japonaise) Chapo, Topla, Pashmina, Pénélope, les jumeaux Tigris et Tigrette (le frère et la sœur), Ronpschit, Librius, Babos, Panda, Ernest, Manitou, Paprika, etc.

## Personnages

### Les hamsters principaux
- Hamtaro (ハム太郎, Hamutarō)

Voix japonaise : Kurumi Mamiya (ja), voix française : Patricia Legrand
Né le 6 août. Il est le mignon petit hamster de Laura Haruna, une petite fille de 10 ans. Hamtaro rêve de devenir son sauveur secret. Sa fourrure est blanche et orange. Il est devenu le héros des Ham-Ham grâce à son courage et à son esprit aventurier. Il est aussi l'objet de l'affection de la belle Bijou, mais il ne semble pas souvent s'en apercevoir. Il n'est pas sûr qu'il aime Bijou en retour, même si cela est suggéré. Dans l'épisode où il rencontre Bijou, il pense qu'elle est jolie. Il est toujours prêt à aider ses amis et sa maîtresse Laura Haruna et aussi son ami Brandy le chien. Sa propriétaire est Laura.
- Bijou (リボンちゃん, Ribon-chan)

Voix japonaise : Kazusa Murai, voix française : Véronique Rivière
Née le 10 juillet. Elle adore ses rubans bleus. Sa fourrure est blanche, mais elle n'a pas peur de se salir pour aider ses amis et sa maîtresse Marina. Elle est connue pour être généreuse et serviable. Elle vivait en Russie avant de venir au Japon (en France dans la version originale). Elle est attachée au Japon, car elle a refusé de retourner en Russie. Elle est amoureuse d'Hamtaro. Hamtaro, lui pense que Bijou est très belle. C'est la plus chouchoute de tous les Ham-Hams. Sa propriétaire est Marina.
- Hamiral (タイショーくん, Taishō-kun)

Voix japonaise : Kentarō Itō, voix française : Bernard Métraux
Né le 21 septembre. C'est un hamster des champs. C'est le chef autoproclamé des Ham-Hams. Hamiral a le béguin pour Oshare. Il a un sacré tempérament, mais il est très courageux, gentil, et même timide quelquefois (spécialement avec Oshare). C'est lui qui connaît le mieux la nature, et il est plus indépendant que les autres Ham-Hams. Il a également développé ses sens de hamster des champs pour deviner le temps qu'il fera. Hamiral est sujet au mal de mer ce qui est ironique vu son vocabulaire de marin.
- Ronpschit (ねてるくん, Neteru-kun)

Voix japonaise : Yū Sugimoto
Né le 14 janvier. C'est un hamster dormant souvent dans une chaussette. Il parle en dormant de temps en temps pour donner des conseils aux autres ham-hams.
- Pashmina (マフラーちゃん, Mafurā-chan)

Voix japonaise : Rei Sakuma
Née le 16 septembre. Elle est la meilleure amie de Pénélope. Elle adore son écharpe rose et ses amis ham-hams. Sa propriétaire est Julie.
- Hamidou (こうしくん, Kōshi-kun)

Voix japonaise : Rikako Aikawa, voix française : Véronique Alycia
Né le 3 mai. C'est un hamster timide et loyal qui a toujours faim. il a eu sa fourrure blanche et grise Il a toujours une graine de tournesol sur lui pour être sûr que son prochain repas n'est pas trop loin. Il est amoureux de Paprika. Sa propriétaire est Anna, la meilleure amie de Laura.
- Topla (まいどくん, Maido-kun)

Voix japonaise : Yū Sugimoto (ja), voix française : Nathalie Bienaimé
Né le 18 février. Il est le blagueur de la bande. Jamais sans son tablier rouge. Il ne rate jamais une occasion d'amuser ses copains. Il est amoureux de Rita. Sa propriétaire est Fanny.
- Pénélope (ちび丸ちゃん, Chibimaru-chan)

Voix japonaise : Kaori Matoi, voix française : Véronique Rivière
Née le 3 mars. Elle est la plus jeune des Ham-Ham. Elle est très proche de Pashmina et le seul mot qu'elle connaît c'est « Youkyou ».
Sa propriétaire est Camille, la meilleure amie de Julie.
- Librius (のっぽくん, Noppo-kun)

Voix japonaise : Takako Honda (ja), voix française : Véronique Rivière
Né le 5 novembre. C'est un hamster très cultivé. Il explique aux autres Ham-Ham le monde qui les entoure. Il est amoureux de Tigrette ce qui est réciproque.
Sa propriétaire est Marguerite.
- Ernest (めがねくん, Megane-kun)

Voix japonaise : Chihiro Suzuki (ja), voix française : Bertrand Liebert
Née le 11 octobre. C'est un véritable gentleman, il est toujours habillé avec classe. Il est amoureux de Pashmina.
Son propriétaire est Alfred.
- Babos (トンガリくん, Tongari-kun)

Voix japonaise : Yū Asakawa, voix française : Thomas Roditi
Né le 12 décembre. C'est l'artiste de la bande: un hamster vagabond, poète et guitariste. Les airs et les musiques de Babos aident toujours le Ham-Ham à trouver leur voie.
- Chapo (かぶるくん, Kaburu-kun)

Voix japonaise : Ai Uchikawa (ja), voix française : Sophie Arthuys
Né le 6 août. Il est timide et hésitant, il cherche toujours quelque chose de nouveau à mettre sur sa tête. Il est prêt à essayer tout plein d'objets, mais les couvercles de sauce sont ses chapeaux préférés.
Ses propriétaires sont Suzie et Kip.
- Tigrette (トラハムちゃん, Torahamu-chan)

Voix japonaise : Haruna Ikezawa, voix française : Caroline Lallau
Née le 6 juin. Elle est sociable et sportive. Elle a eu sa fourrure tigré. Elle fait en sorte que le Ham-Ham fassent attention à leur ligne tout en gardant un œil sur son frère jumeau, Tigris. Et elle est secrètement amoureuse de Librius.
Sa propriétaire est Noémie ou Hélène.
- Tigris (トラハムくん, Torahamu-kun)

Voix japonaise : Kōki Miyata, voix française : Caroline Lallau
Né le 6 juin. Il est le frère jumeau de Tigrette, Il a eu sa fourrure tigré. Tigris s'imagine être un grand séducteur. On le voit toujours avec ses maracas et draguer les filles du club des Ham-Hams.
Son propriétaire est Nico est amoureux de Noémie ou Hélène la propriétaire de Tigrette.
- Panda (パンダくん, Panda-kun)

Voix japonaise : Yūko Saitō
Né le 8 avril. Il est créatif et doux. Bricoleur, il invente plein d'objets et rêve de devenir charpentier.
Sa propriétaire est Mimi, la cousine d'Anna.
- Paprika (じゃじゃハムちゃん, Jajahamu-chan)

Voix japonaise : Motoko Kumai
Née le 1er janvier. Elle vient de la campagne. Elle ne connaît donc pas la ville et ne tient pas en place. Hamidou a craqué pour elle bien qu'elle soit le hamster dans la campagne.
Son propriétaire est Dylan, le cousin d'Anna.
- Sabu (サブさん, Sabu-san)

Voix japonaise : Tomohiro Nishimura
Né le 10 mars. Il est un hamster courageux et sage. Sa petite-amie est un pigeon du nom de Léonie. Il vend des graines aux hamsters qui ont faim et il est admiré par Hamiral.
- Rita (ハナちゃん, Hana-chan)

Voix japonaise : Hanako Yamada
Née le 10 mars. Elle est une amie d'enfance de Topla, et est la seule à pouvoir supporter ses blagues. Elle est amoureuse de Topla, bien que ce-dernier n'éprouve rien pour elle en retour.
- Star-ham (くるりんちゃん)

Voix japonaise : Masako Jō
Née le 9 février. Elle est hamster de Giltter.
- Solfleur (ひまわりちゃん)

Voix japonaise : Yumiko Kobayashi
Elle est un hamster d'Emi.
- Oshare (おしゃれちゃん Oshare-chan)

Voix japonaise : Ikue Ōtani et Naoko Matsui
Elle est un hamster de Katrinne.
- Manitou (長老ハム, Chōrōhamu)

Voix japonaise : Takkō Ishimori, voix française : Philippe Peythieu
- Tata Vivi (おハムばあさん, Ohamubaa-san)

Voix japonaise : Masako Nozawa, voix française : Paule Emanuele
- Harmonie (エンジェルちゃん, Enjeru-chan)

Voix japonaise : Yūko Kaida, voix française : Léa Gabriele

### Les humains principaux
- Laura Haruna (春名ヒロ子, Hiroko Haruna)

Voix japonaise : Haruna Ikezawa, voix française : Claire Guyot
Née le 15 décembre 1989. Elle est une jeune fille de 10 ans et la propriétaire d'Hamtaro. Elle a les cheveux couleur noisette qui ont deux queues de cheval sur les côtés, les yeux bruns et la peau d'abricot. Elle porte un t-shirt blanc, une veste à mancherons rose et rouge, une jupe courte en jean bleu, des chaussettes blanches et des mocassins marron et les autres tenues. C'est une élève du CM2 à l'école élémentaire.
- Anna Iwata (岩田カナ, Kana Iwata)

Voix japonaise : Ai Uchikawa, voix française : Patricia Legrand
Née le 27 février 1990. Elle est une jeune amie de 10 ans est la propriétaire d'Hamidou et aussi et la meilleure amie de Laura, la propriétaire d'Hamtaro. Elle a de longs cheveux bruns foncé, des lunettes rondes, une peau blanche, un gilet jaune et or à manches courtes, une robe orange, des chaussettes et des chaussures marron-noisette et les autres tenues. C'est une élève du CM2 à l'école élémentaire.

### Les humains secondaires
- Julie (ジュンちゃん, Jun)

Voix japonaise : Kaori Matoi
Elle est la propriétaire de Pashmina. Elle a des cheveux de couleur noisette, une peau blanche, un tee-shirt rouge, un petit gilet bleu turquoise, un short beige et des chaussures rouges. C'est une élève du CM2 à l'école élémentaire.
- Camille (キョウコちゃん, Kyōko)

Voix japonaise : Tomoko Ishimura
Elle est la propriétaire de Pénélope et aussi et la meilleure amie de Julie. Elle a des cheveux de couleur noisette avec deux petites tresses, une peau blanche, un tee-shirt rayé blanc et rouge, une petite robe bleue-foncée et des chaussures rouges. C'est une élève du CM2 à l'école élémentaire.
- Tristan Kimura (木村太一, Taichi Kimura)

Voix japonaise : Yū Asakawa, voix française : Sophie Arthuys
Né le 20 mars. Il est amoureux de Laura Haruna, la propriétaire d'Hamtaro. Il a des cheveux courts et noirs, une peau blanche, un tee-shirt bleu, un short noir et des baskets. C'est un élève du CM2 à l'école élémentaire.
- Roberto Arvelo (ロベルト高城, Roberuto Takashiro)

Voix japonaise : Sachi Matsumoto
Né le 29 mars. Il est le meilleur ami de Tristan. Il a des cheveux courts et roux, une peau bronzée, des habilles bleu et des baskets. C'est un élève du CM2 à l'école élémentaire.
- Marina (マリアちゃん, Maria-chan)

Voix japonaise : Megumi Toyoguchi
Elle est la propriétaire de Bijou. Marina a des cheveux avec un bandeau bleu, une peau blanche, une robe bleue et blanche et des chaussures bleues.
- Noémie ou Hélène (ヒカリさん, Hikari-san?)

Voix japonaise : Yūko Katō
Elle est la propriétaire de Tigrette. Elle a des cheveux de couleur noisette avec une queue-de-cheval, une peau blanche, un tee-shirt rose avec des manches longues, une tunique bleue-foncée, un jean bleu et des chaussures rouges.
- Nico (ノリオさん, Norio-san)

Voix japonaise : Nobuyuki Hiyama
Il est le propriétaire de Tigris. Il a des cheveux courts et noirs, une peau blanche, un tee-shirt bleu, un short noir et des baskets rouges. est amoureux de Noémie ou Hélène la propriétaire de Tigrette.
- Kip (キップ, Kippu?)  et Suzie (スー, Sū?)

Voix japonaise : Tokuyoshi Kawashima (Kip), Hyōsei Kawashima (Suzie)
Ils sont les propriétaires de Chapo et sont mariés. Kip, lui a des cheveux courts avec des lunettes, une peau blanche, un tee-shirt jaune-clair avec des manches longues, un gilet rouge, un pantalon jaune-clair et des grandes chaussures marrons. Suzie, elle a des cheveux longs de couleur noisette, une peau blanche, un pull bleu, un pantalon orange et des chaussures rouges. Ils sont mariés.
- Mimi Iwata (岩田モモ, Momo Iwata)

Voix japonaise : Yūko Sasamoto, voix française : Marie Chevalot
Elle est la propriétaire de Panda, et aussi la cousine d'Anna. Elle a des cheveux de couleur noisette comme Laura avec des perles jaune et rouge, une peau blanche, un tee-shirt rose avec des manches longues, une robe rose-foncée et des chaussures. C'est une élève de la maternelle.
- Fanny Houston (浪花 都, Miyako Namihana)

Voix japonaise : Kaoru Morota
Elle est la propriétaire de Topla. l'épicière travaille dans l'épicerie.
- Romain Houston (浪花 サダ吉, Sadakichi Namihana)

Voix japonaise : Chiyako Shibahara
Il est le fils de l'épicière est un camarade de classe de Marguerite.
- Alfred Milan (丈二さん, Jōji-san)

Voix japonaise : Kazuhiro Yamaji
Il est le propriétaire d'Ernest. l'opticien travaille des lunettes.
- Marguerite (夢, Yume-chan)

Voix japonaise : Taeko Kawata
Elle est le propriétaire de Librius. la libraire travaille dans librarie, est une camarade de classe de Fanny.
- Mme (夫人)

Elle est l'institutrice de la maternelle de Mimi Iwata. Elle enseigne à Mimi Iwata et ses amis.
- M. Philippe Yoshi (山田(稲鳥) 一郎, Ichirō (Inatori) Yamada)

Voix japonaise : Chihiro Suzuki, voix française : Bertrand Liebert
Il est le professeur de l'école de Laura. Il enseigne à Laura Haruna et ses amis.
- Éléonore (稲鳥 サクラ, Sakura Inatori)

Voix japonaise : Chihiro Suzuki, voix française : Marie Chevalot
Elle est la femme de M. Yoshi. Elle est aussi une fermière.
- Dylan Iwata (ダイスケ, Daisuke)

Voix japonaise : Ryōtarō Okiayu, voix française : Gabriel Nassaux
Il est le propriétaire de Paprika. Il est aussi un fermier.
- Docteur Lion (ライオン先生, Raion-sensei)

Voix japonaise : Masashi Ebara
Il est le propriétaire de Flora est un vétérinaire.
- Glitter Kurihara (栗原くるみ, Kurumi Kurihara)

Voix japonaise : Masako Jō, voix française : Lucas Vilendeuille
Elle est la propriétaire de Star-Ham. Elle est une élève du CM2 à l'école élémentaire.
- Katrinne (カトリーヌ, Katorīnu)

Voix japonaise : Kaori Matoi
Elle est la propriétaire d'Oshare et aussi la meilleure de Marina, la propriétaire de Bijou, Elle a des cheveux blonds, elle porte un chapeau bleu sur la tête et un très beau foulard de couleur rose.
- Ethan (イーサン, Īsan)

Voix japonaise : Takumi Shibuya, voix française : Léandro Berne
Il est le meilleur ami de Mimi, et aussi le cousin de Camille. C'est un élève de la maternelle.
- Emi (絵美ちゃん, Emi-chan)

Voix japonaise : Miwa Kōzuki
Elle est la propriétaire de Solfleur est une petite fille à deux couettes, elle porte un chapeau avec une fleur tournesol.
- Mindy O'Hara (大原 マキ, Maki Ōhara?)

Voix japonaise : Fumiko Orikasa
Née le 27 décembre 1989. Elle est la propriétaire de Lapis et Lazuli. Elle est une élève du CM2 à l'école élémentaire.
- Kazuya O'Hara (大原 カズヤ, Kazuya Ōhara?)

Voix japonaise : Yukimasa Obi
Il est le grand frère de Mindy et le fiancé d'Anna.

### Les responsables légaux principaux (parents)
- Théodore Haruna (春名ユメ太郎, Yumetarō Haruna)

Voix japonaise : Hiroshi Isobe, voix française : Yann Pichon
Il est le père de Laura. Théodore a des cheveux courts avec des lunettes, une peau blanche, une chemise blanche, un pantalon marron et des grandes chaussures. Théodore est le mari de Marion.
- Marion Haruna (春名ヒロミ, Hiromi Haruna)

Voix japonaise : Rei Sakuma, voix française : Sophie Arthuys
Elle est la mère de Laura. Marion a des cheveux avec une tresse, une peau blanche, un tee-shirt rose avec des manches longues, une robe rose-foncée et des pantoufles mauves. Marion est la femme de Théodore.
- Charles Iwata ()

Voix japonaise : Kentarō Itō
Il est le père d'Anna. Charles a des cheveux courts, une peau blanche, une chemise blanche en sous orange avec cravate rose-foncée, un gilet de comptable un pantalon marron et des grandes chaussures. Charles est le mari de Cynthia.
- Cynthia Iwata ()

Voix japonaise : Takako Honda
Elle est la mère d'Anna. Cynthia a des cheveux longs avec des lunettes, une peau blanche, un tee-shirt blanc avec des manches longues, une robe orange foncée et clair et des pantoufles rouges. Cynthia est l'épouse de Charles.
- Jack Iwata (岩田 竹蔵, Takezō Iwata)

Voix japonaise : Jūrōta Kosugi
Il est le père de Mimi.
- Maman de Mimi Iwata ()

Elle est la mère de Mimi.

### Les responsables légaux secondaires (grands-parents)
- Philomène Haruna (春名 ユメ, Yume Haruna)

Voix japonaise : Masako Nozawa
Elle est la grand-mère de Laura.
- Théophile Haruna ()

Voix japonaise : Hiroshi Ito
Il est le grand-père de Laura et le propriétaire de Méca-ham.
- Le grand-père de Mindy O'Hara (マキちゃんのおじいちゃん, Maki-chan no Ojii-chan)

Voix japonaise : Junpei Takiguchi
Il est le grand-père de Mindy.

### La famille de Mimi Iwata
- Mac Iwata (岩田 まつお, Matsuo Iwata)

Voix japonaise : Rikako Aikawa
Il est l'un des deux frères aînés de Mimi.
- Josh Iwata (岩田 きくお, Kikuo Iwata)

Voix japonaise : Kaori Matoi
Il est l'un des deux frères aînés de Mimi.
- Tina Iwata (岩田 ヒナ, Hina Iwata)

Elle est la petite sœur de Mimi est un bébé.

### Les autres animaux domestiques
- Brandy (どんちゃん, Don-chan)

Voix japonaise : Rikako Aikawa
Il est le chien de Laura Haruna.
- Princesse (リリィ, Ririi, Lilly)

Voix japonaise : Fuyuka Ōura
Elle est la chienne de Marina.

## Films
Plusieurs films d'animation sont sortis chaque fin d'année entre 2001 et 2004, dont les génériques seront interprétés par des idoles japonaises du Hello! Project qui y apparaissent en version anime caricaturées en hamsters sous des surnoms de circonstance :
- 15 décembre 2001 : Ham Ham land Daibōken (thème : Mini Hams no Ai no Uta par Mini Moni alias "Mini Hams")
- 14 décembre 2002 : Ham-Ham-Ham-ja! Maboroshi no Princess (thème : Mini Hams no Kekkon Song par Mini Moni alias "Mini Hams")
- 13 décembre 2003 : Ham Ham Grand Prix Aurora Tani no Kiseki - Ribon-chan Kikiippatsu! (thème : Mirakururun Grand Purin! / Pi~hyara Kōta par Mini Moni alias "Mini Hams" / Natsumi Abe alias "Purin Chan")
- 23 décembre 2004 : Ham Ham Paradi-chu! Hamutaro to Fushigi no Oni no Ehonto (thème : Tensai! Let's Go Ayayamu par Aya Matsuura alias "Ayayamu" et Eco Moni alias "Eco Hams")

## Produits dérivés
Il y a aussi des jouets et des produits dérivés à l'effigie de Hamtaro et de ses amis hamsters. Plusieurs jeux vidéo ont également vu le jour.
- Ham Ham cœur brisé
- Hamtaro Rainbow Rescue
- Hamtaro Games
- Ham Ham Unite